# Contea di Dandaragan
La contea di Dandaragan è una delle 43 local government areas che si trovano nella regione di Wheatbelt, in Australia Occidentale. Si estende su di una superficie di circa 6.716 chilometri quadrati ed ha una popolazione di 2.883 abitanti.

## Città/Località
- Jurien Bay
- Cervantes
- Badgingarra
- Cataby
- Cooljarloo
- Dandaragan
- Hill River
- Nambung National Park
- Regans Ford
- Wedge Island